# Tomasa Núñez
Tomasa Ana Núñez Abreu (ur. 17 kwietnia 1951 w Yaguajay, zm. 30 grudnia 1981 w Hawanie) – kubańska lekkoatletka, specjalistka rzutu oszczepem, mistrzyni igrzysk panamerykańskich

## Kariera sportowa
Zdobyła srebrny medal w rzucie oszczepem na mistrzostwach Ameryki Środkowej i Karaibów w 1969 w Hawanie. Zwyciężyła w tej konkurencji na igrzyskach Ameryki Środkowej i Karaibów w 1970 w Panamie i na mistrzostwach Ameryki Środkowej i Karaibów w 1971 w Kingston.
Zdobyła złoty medal (wyprzedzając Amerykanki Sherry Calvert i Robertę Brown) na igrzyskach panamerykańskich w 1971 w Cali. Zwyciężyła w rzucie oszczepem na mistrzostwach Ameryki Środkowej i Karaibów w 1973 w Maracaibo i na igrzyskach Ameryki Środkowej i Karaibów w 1974 w Santo Domingo. 
24 stycznia 1970 w Hawanie ustanowiła rekord Kuby rzutem na odległość 54,64 m.
Zmarła w wieku 30 lat w 1981. Pochowana na cmentarzu Colón w Hawanie.